# 赫恩斯克羅斯羅茲 (特拉華州)
赫恩斯克羅斯羅茲（英語：Hearns Crossroads）是位於美國特拉華州蘇塞克斯縣的一個非建制地區。該地的面積和人口皆未知。

## 地理
赫恩斯克羅斯羅茲的座標為38°31′59″N 75°33′01″W / 38.53306°N 75.55028°W，而該地的平均海拔高度為10米（即33英尺）。